# Saison 2013-2014 des 76ers de Philadelphie
La saison 2013-2014 des 76ers de Philadelphie est la 75e saison de la franchise, dont la 65e au sein de la National Basketball Association (NBA). C'est la 51e saison dans la ville de Philadelphie.
La saison a été marquée en égalant le record NBA, pour la plus grande série de défaites consécutives avec 26, une série qui a commencé avec une défaite 99-125 contre les Hawks d'Atlanta le 31 janvier et s’est terminée avec une victoire 123-98 contre les Pistons de Détroit le 29 mars.
Le rookie, Michael Carter-Williams, a connu une saison réussie, remportant le titre de Rookie de l'année.

## Draft
| Tour | Choix | Joueur                  | Poste | Nationalité | Provenance                  |
| ---- | ----- | ----------------------- | ----- | ----------- | --------------------------- |
| 1    | 11    | Michael Carter-Williams | PG    | États-Unis  | Syracuse                    |
| 2    | 35    | Glen Rice Jr.           | SG    | États-Unis  | Vipers de Rio Grande Valley |
| 2    | 42    | Pierre Jackson          | PG    | États-Unis  | Baylor                      |

## Classements de la saison régulière
| Conférence Est | Conférence Est         | Conférence Est | Conférence Est | Conférence Est | Conférence Est | Conférence Est | Conférence Est |
| No             | Franchise              | Vic.           | Déf.           | MJ             | % V/D          | RV             |                |
| -------------- | ---------------------- | -------------- | -------------- | -------------- | -------------- | -------------- | -------------- |
| 1              | Pacers de l'Indiana    | 56             | 26             | 82             | 68,30 %        | -              |                |
| 2              | Heat de Miami          | 54             | 28             | 82             | 65,90 %        | 2,0            |                |
| 3              | Raptors de Toronto     | 48             | 34             | 82             | 58,50 %        | 8,0            |                |
| 4              | Bulls de Chicago       | 48             | 34             | 82             | 58,50 %        | 8,0            |                |
| 5              | Wizards de Washington  | 44             | 38             | 82             | 53,70 %        | 12,0           |                |
| 6              | Nets de Brooklyn       | 44             | 38             | 82             | 53,70 %        | 12,0           |                |
| 7              | Bobcats de Charlotte   | 43             | 39             | 82             | 52,40 %        | 13,0           |                |
| 8              | Hawks d'Atlanta        | 38             | 44             | 82             | 46,30 %        | 18,0           |                |
|                |                        |                |                |                |                |                |                |
| 9              | Knicks de New York     | 37             | 45             | 82             | 45,10 %        | 19,0           |                |
| 10             | Cavaliers de Cleveland | 33             | 49             | 82             | 40,20 %        | 23,0           |                |
| 11             | Pistons de Détroit     | 29             | 53             | 82             | 35,40 %        | 27,0           |                |
| 12             | Celtics de Boston      | 25             | 57             | 82             | 30,50 %        | 31,0           |                |
| 13             | Magic d'Orlando        | 23             | 59             | 82             | 28,00 %        | 33,0           |                |
| 14             | 76ers de Philadelphie  | 19             | 63             | 82             | 23,20 %        | 37,0           |                |
| 15             | Bucks de Milwaukee     | 15             | 67             | 82             | 18,30 %        | 41,0           |                |

| Division Atlantique   | V  | D  | MJ | % V/D   | GB   | Dom   | Ext   | Div  | Conf  |
| --------------------- | -- | -- | -- | ------- | ---- | ----- | ----- | ---- | ----- |
| Raptors de Toronto    | 48 | 34 | 82 | 58,50 % | -    | 26-15 | 22-19 | 11-5 | 32-20 |
| Nets de Brooklyn      | 44 | 38 | 82 | 53,70 % | 4,0  | 28-13 | 16-25 | 9-7  | 26-26 |
| Knicks de New York    | 37 | 45 | 82 | 45,10 % | 11,0 | 19-22 | 18-23 | 10-6 | 26-26 |
| Celtics de Boston     | 25 | 57 | 82 | 30,50 % | 23,0 | 16-25 | 9-32  | 5-11 | 21-31 |
| 76ers de Philadelphie | 19 | 63 | 82 | 23,20 % | 29,0 | 10-31 | 9-32  | 5-11 | 14-38 |

## Effectif
| Effectif des 76ers de Philadelphie 2013-2014 |
| --- |
| 1 Michael Carter-Williams • 4 Nerlens Noel • 5 Arnett Moultrie • 7 Adonis Thomas • 8 Tony Wroten • 9 James Anderson • 17 Casper Ware • 20 Brandon Davies • 21 Thaddeus Young • 23 Jason Richardson • 25 Elliot Williams • 30 Byron Mullens • 31 Hollis Thompson • 35 Henry Sims • 40 Jarvis VarnadoEntraîneur : Brett Brown |